# Karabin WSSK Wychłop
WSSK Wychłop (ros. Винтовка Снайперская Специальная Крупнокалиберная (ВССК) "Выхлоп") – rosyjski wytłumiony wielkokalibrowy karabin wyborowy.
W latach 80. do uzbrojenia radzieckich jednostek specjalnych przyjęto wytłumiony karabin wyborowy WSS Wintoriez kalibru 9 × 39 mm. Z czasem okazało się, że w niektórych przypadkach przebijalność tego naboju nie pozwala na skuteczne zwalczenie celów znajdujących się za osłonami, czy osłoniętych nowoczesnymi kamizelkami kuloodpornymi. Na początku XXI wieku opracowano nowy nabój 12,7 mm SCz-130PT i strzelający nim karabin powtarzalny WSSK Wychłop. Po raz pierwszy nowa broń została zaprezentowana publicznie na targach INTERPOLITEX 2005 w Moskwie.
WSSK Wychłop jest bronią zbudowaną w układzie bullpup. Karabin wyposażony jest w integralny tłumik dźwięku. Dzięki dużemu kalibrowi pocisk pomimo poddźwiękowej prędkości (poniżej 330 m/s) posiada dużą energię kinetyczną i przebijalność.